# جون جرينسلاد
جون جرينسلاد (بالإنجليزية: John Greenslade)‏ هو ضابط أمريكي، ولد في 11 يناير 1880، وتوفي في 6 يناير 1950.